# Seriös musik
Seriös musik är ett begrepp som oftast används synonymt med klassisk musik och västerländsk konstmusik. Liksom dessa begrepp anses det stå i ett slags motsatsförhållande till populärmusik och folkmusik.
Seriös – som betyder 'allvarlig' – är förstås ett problematiskt begrepp eftersom långtifrån all den musik som åsyftas är allvarlig till sin karaktär och mycket musik som är allvarlig inte för den skull är seriös musik.
Vad som avses med seriös musik är svårt att avgränsa. Enkelt uttryckt kan man säga att det är musik som bygger på en tradition från tonsättarna under den klassicistiska epoken, till exempel symfonier, sonater, operor, konserter, oratorier och kammarmusik, men även musik komponerad tidigare kan kallas seriös musik.
Det riktiga och mest heltäckande begreppet idag är västerländsk konstmusik, men det är kanske det minst använda av de tre som nämns i första stycket.